# Schloss Basedow

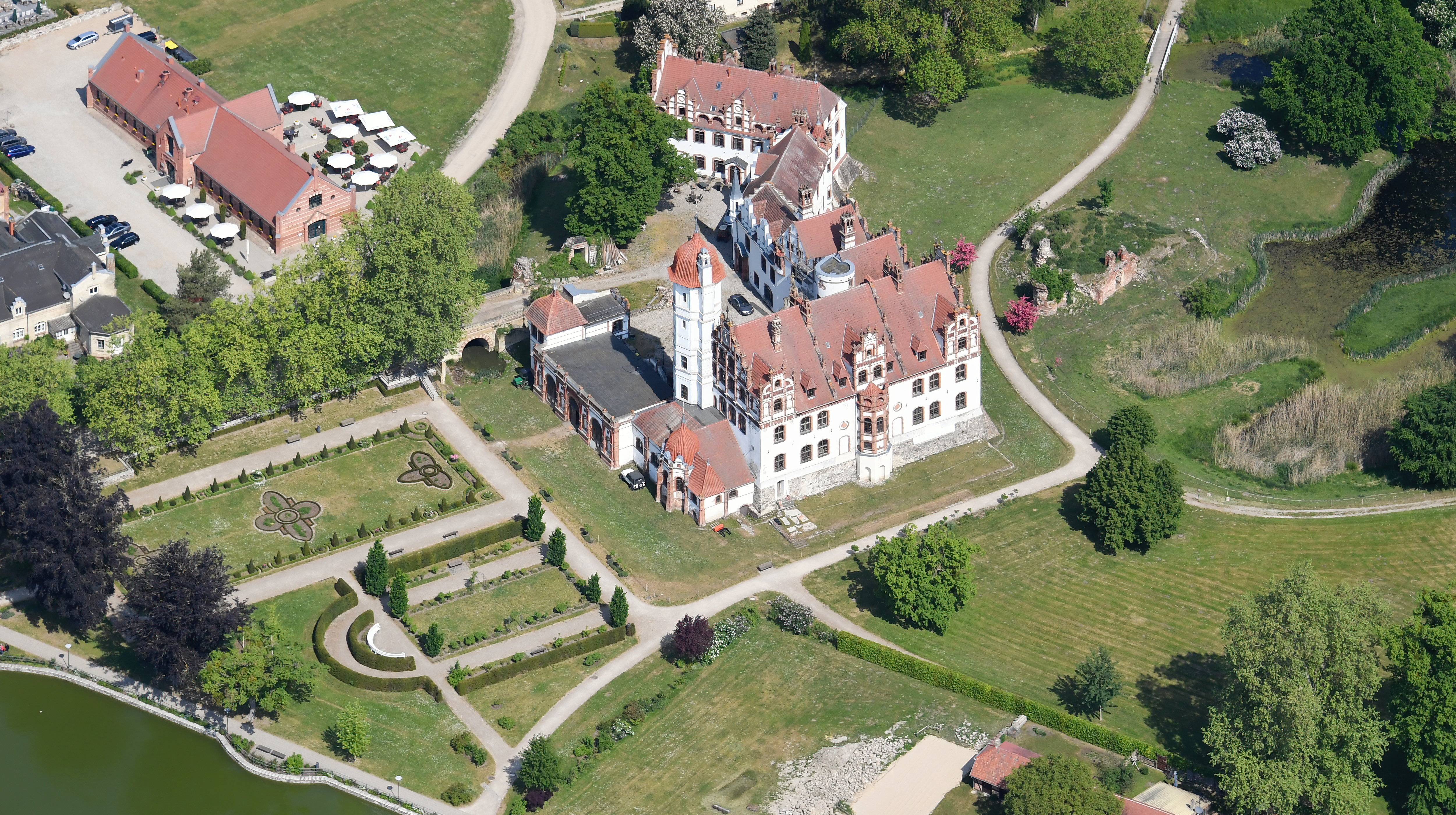
Herrenhaus Basedow von Süden aus der Luft gesehen

Das Herrenhaus Basedow, umgangssprachlich oft als Schloss Basedow bezeichnet, liegt in der Gemeinde Basedow im Landkreis Mecklenburgische Seenplatte in Mecklenburg-Vorpommern. Es ist einer der bedeutendsten Adelssitze in Mecklenburg-Vorpommern und stellt sich heute als unregelmäßige Dreiflügelanlage mit umgebendem Landschaftspark mit einer Gesamtfläche von ca. 200 Hektar dar.

## Baugeschichte

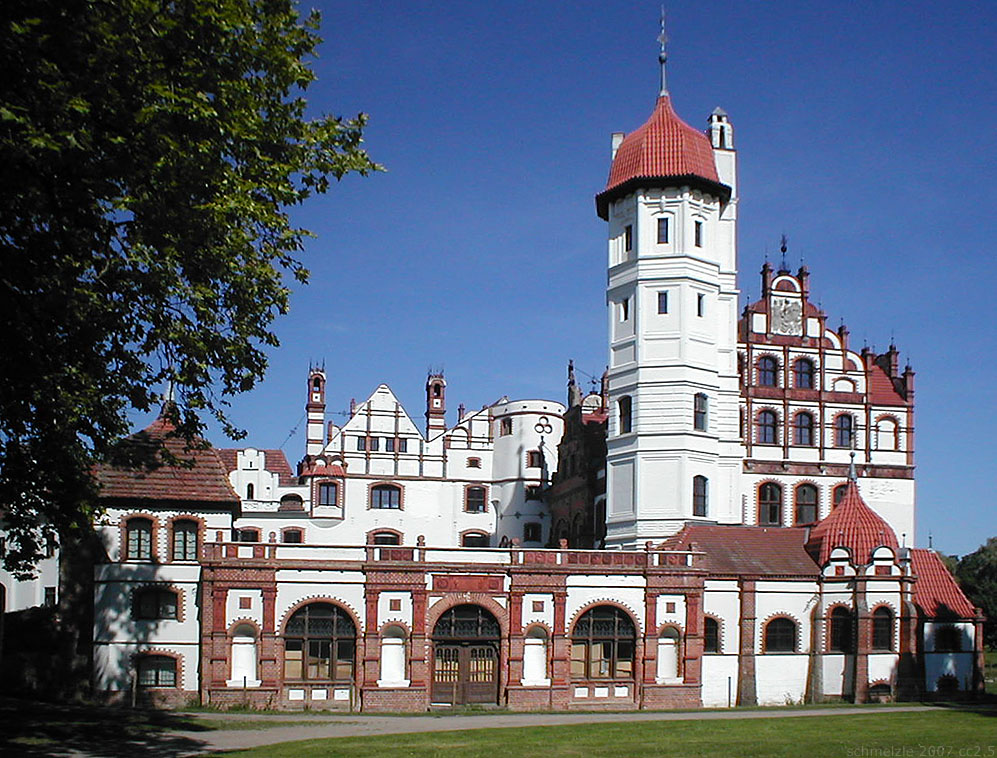
Herrenhaus Basedow (Ansicht von Südwesten)

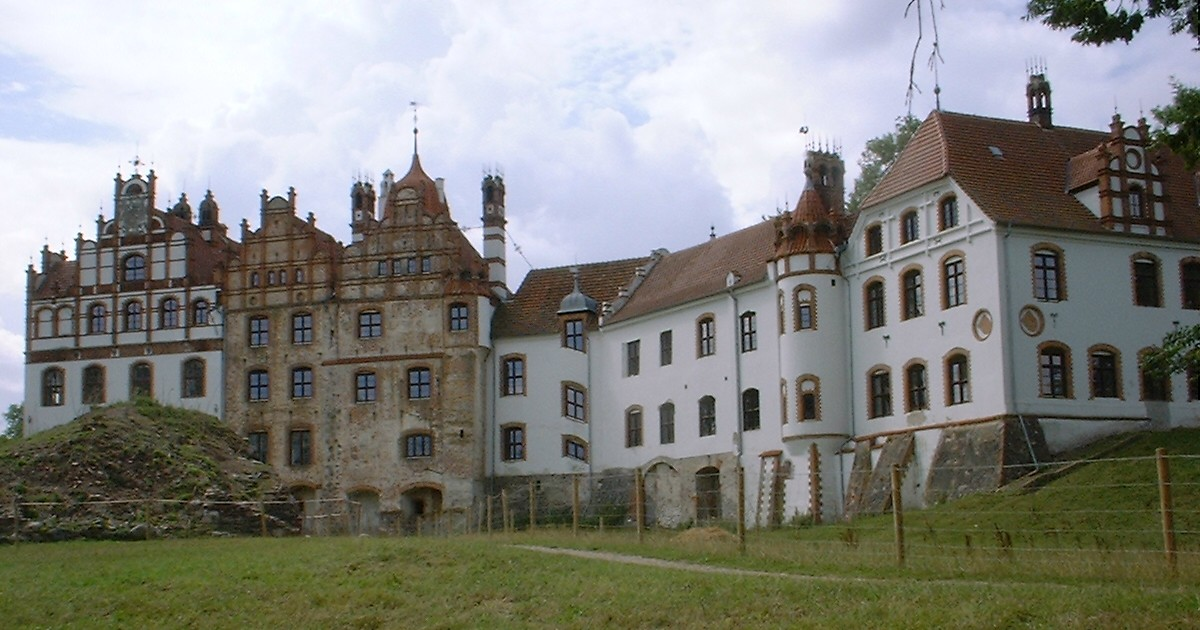
Herrenhaus Basedow (Nordseite)

### Vorgängerbauten
Die bereits seit dem 13. Jahrhundert in Basedow ansässige Adelsfamilie Hahn ließ 1467 unter Ritter Lüdeke III. Hahn auf den Resten einer Vorgängerburg eine Burg mit Hauptturm, Mauern, Gräben, Vorburg mit zwei Türmen, Gewölbe, Rüstkammer und Archiv erbauen. Basedow zählt damit zu den ältesten Gutsanlagen in Mecklenburg. Die Burg wurde ab 1552 im Stil der Renaissance in mehreren Etappen zu einem dreigeschossigen Herrenhaus umgestaltet (als Mittelflügel und Treppenturm erhalten). Im 17. Jahrhundert entstand ein neuer zweigeschossiger Flügel, im 18. Jahrhundert teilweise stuckiert.

### Bauliche Neugestaltung des Herrenhauses durch Stüler

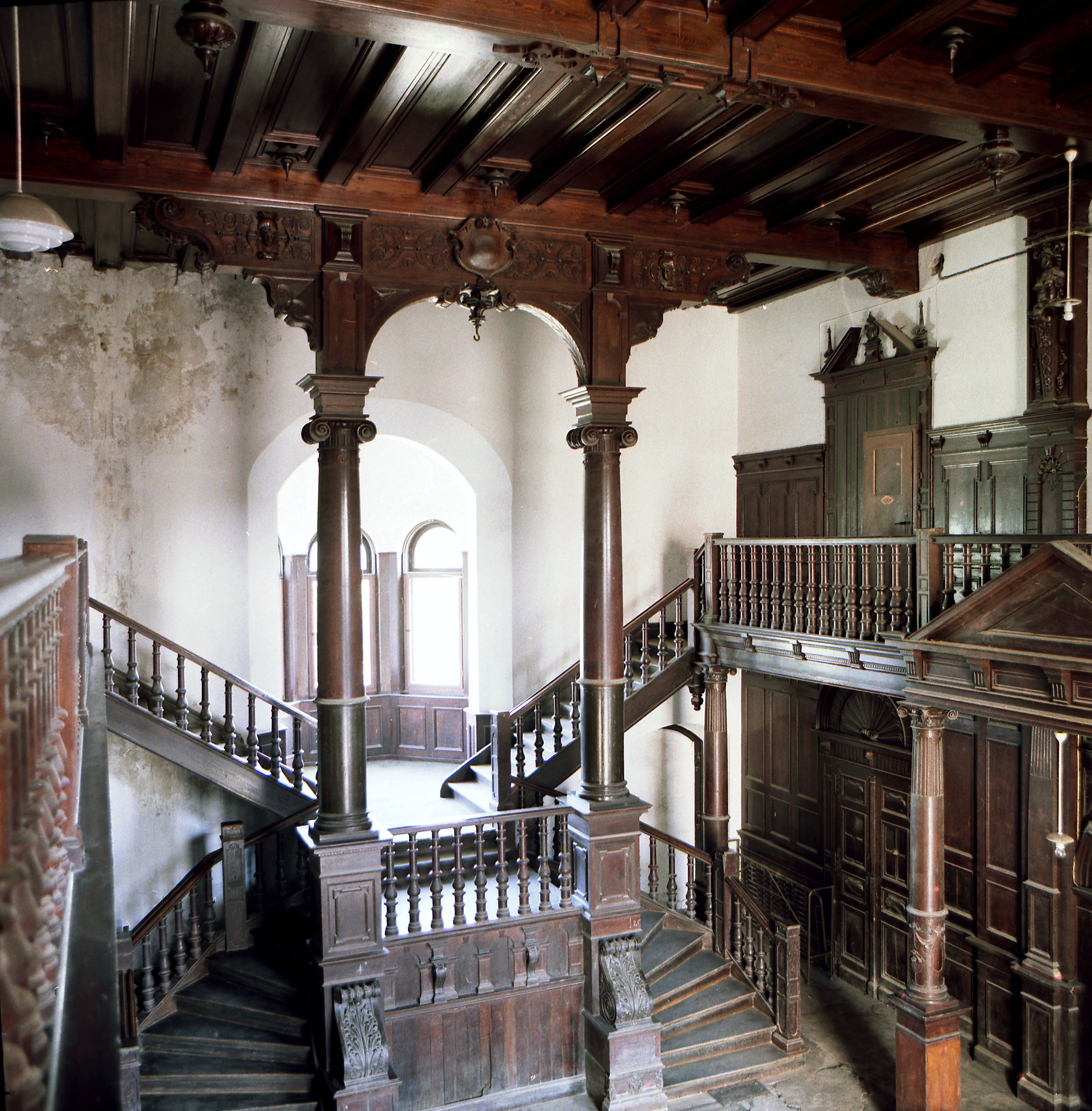
Herrenhaus Basedow, Treppendiele 1987

Von 1837 bis 1839 wurde unter Friedrich Graf von Hahn nach Plänen des Berliner Architekten Friedrich August Stüler dieses Herrenhaus – in den nachfolgenden Jahren auch ein Teil der Wirtschafts- und Wohngebäude im Ort – neu gestaltet. Der Nordflügel des  Herrenhauses und die Terrassen (1837–1839) wurden nach seinen Plänen errichtet (1891 abgebrannt und 1892–95 neu errichtet), ebenso ein neugotisches Torhaus (1837/38; 1945 zerstört), der klassizistische vierflügelige Marstall (1835–38) und das Landhaus (1842). 1844 wurde an der Auffahrt ein neugotisches Wirtschaftsgebäude errichtet.

Herrenhaus Basedow nach Umgestaltung durch Stüler
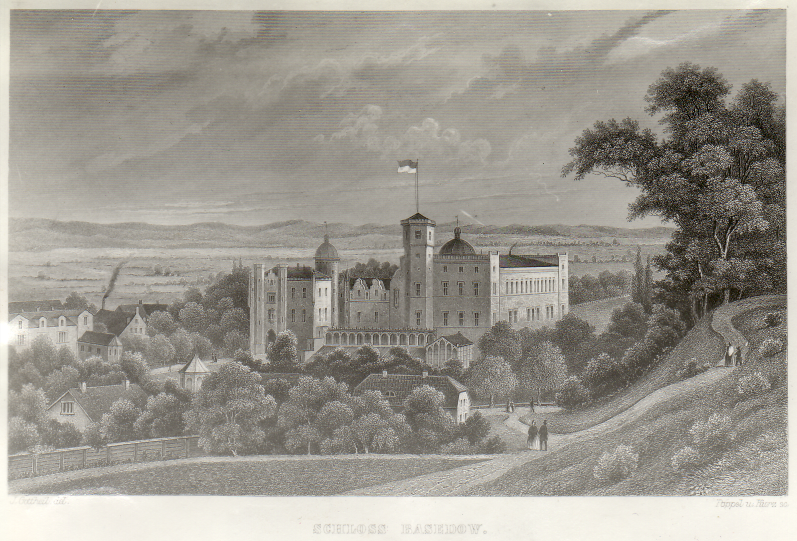
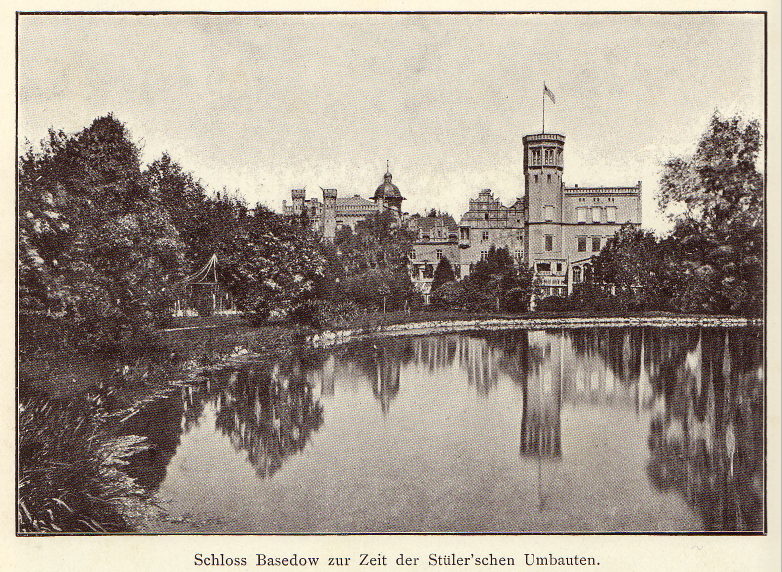

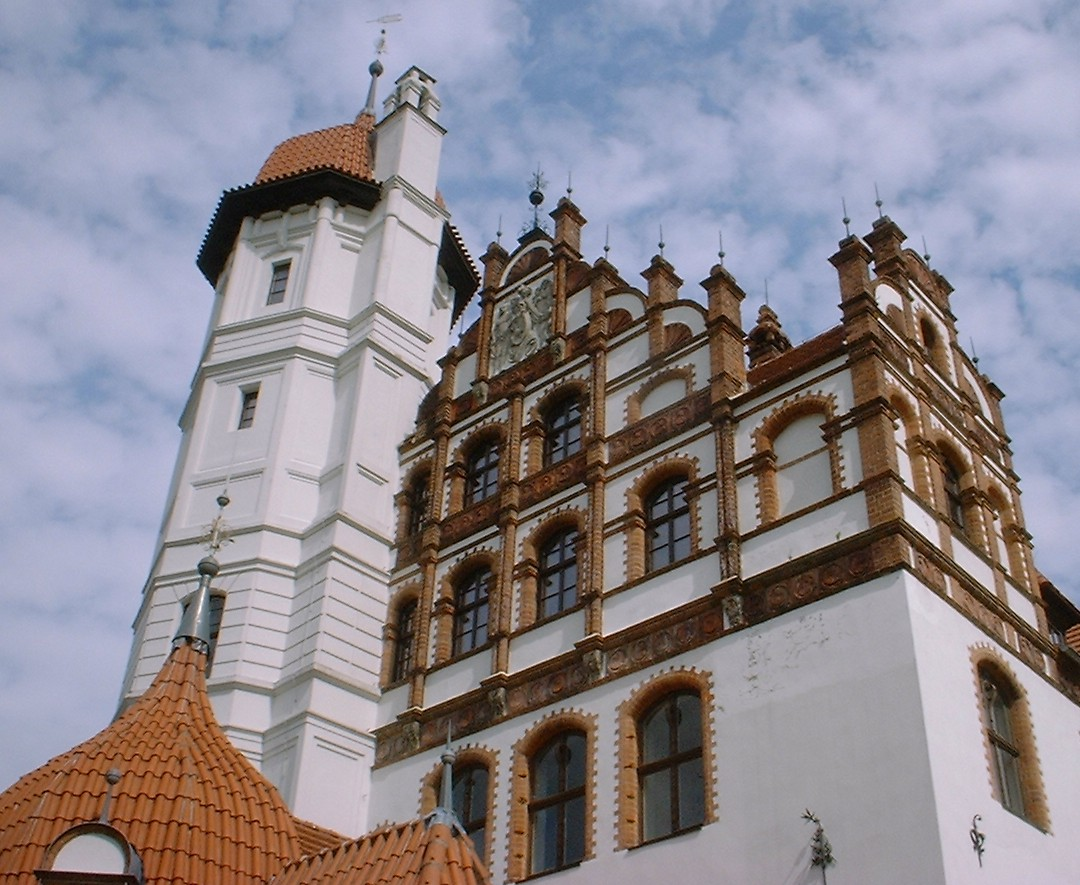
Herrenhaus Basedow (Detail, Südgiebel)

Der Ostflügel wurde zwischen 1891 und 1895 nach Plänen des Architekten Albrecht Haupt aus Hannover im sogenannten Johann-Albrecht-Stil (einer mecklenburgischen Stilrichtung der Neorenaissance, gekennzeichnet insbesondere durch rote Terrakotten im Kontrast zu hellem Putz) errichtet, dem auch die anderen Flügel des Gebäudes angepasst wurden.

Herrenhaus Basedow nach Umgestaltung durch Haupt
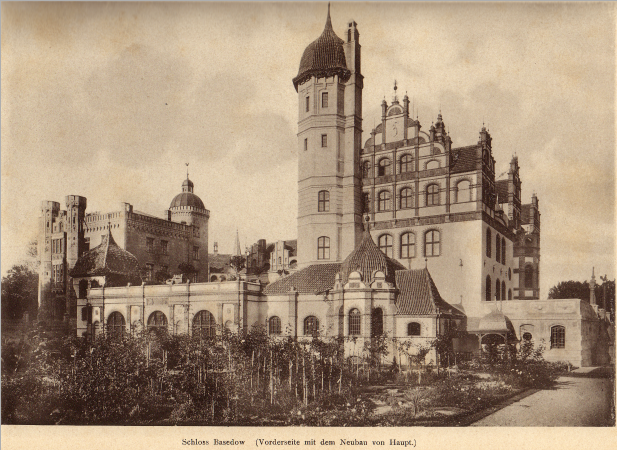
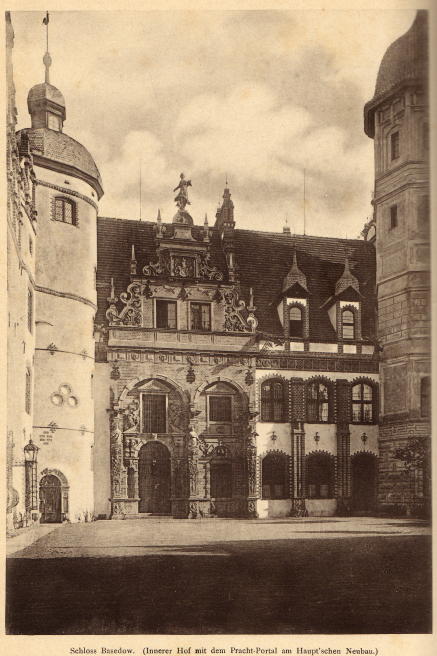
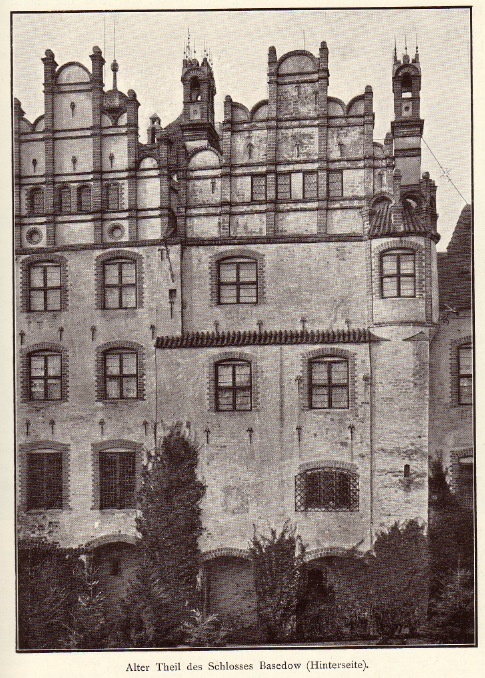

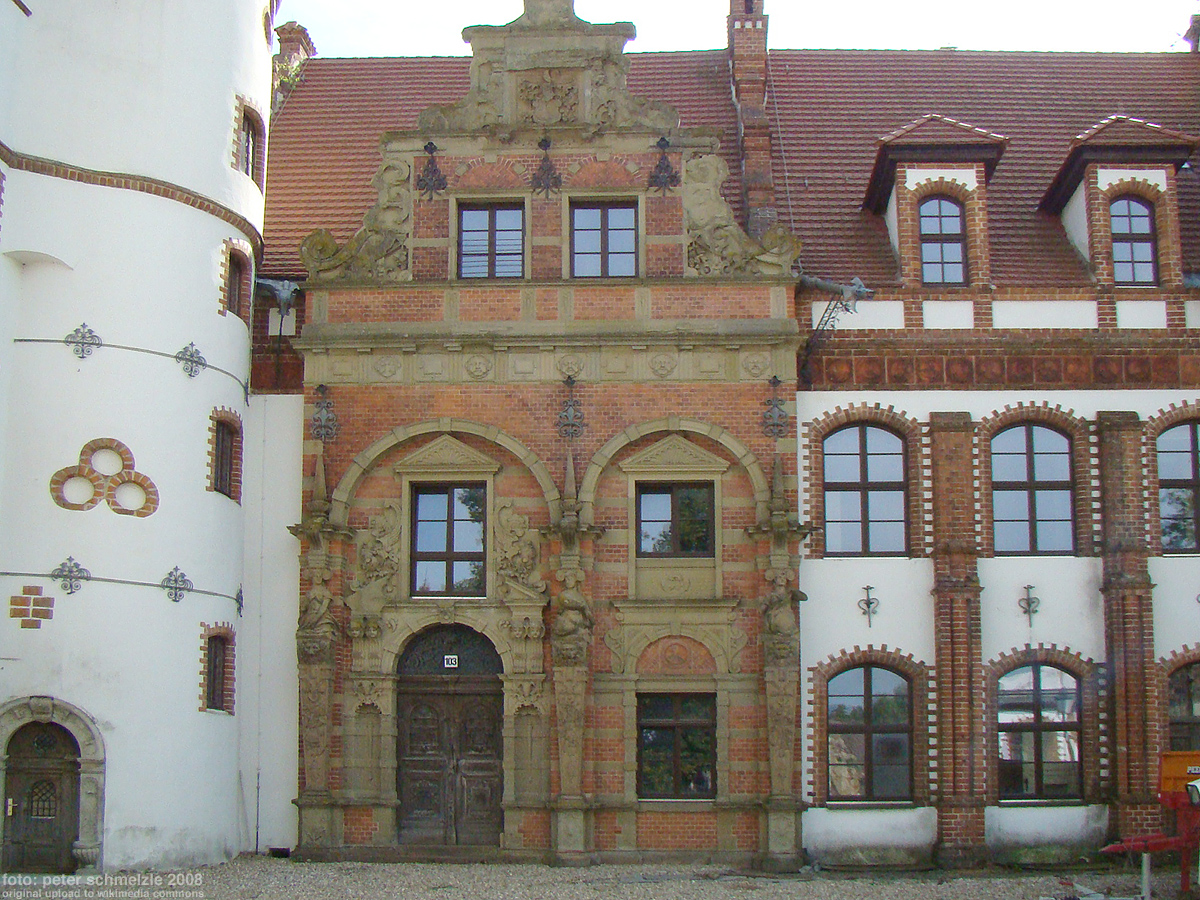
Fassade des Ostflügels zum Innenhof

Markant sind insbesondere die zahlreichen Terrakotta-Medaillons an der Fassade, die verschiedene Köpfe zeigen. Die Herkunft der Medaillons ist unbekannt, vermutlich handelt es sich um Abgüsse italienischer Vorlagen aus der Werkstatt des Statius von Düren, wie sie das Schloss Schwerin, den Fürstenhof in Wismar und das Schloss Gadebusch zieren. Besonders schmuckvoll ist die Fassade des Portals des Ostflügels zum heute nicht mehr zugänglichen Innenhof, die als Backsteinbau mit unzähligen Zierelementen aus Sandstein ausgeführt ist. Der Ostflügel besaß ursprünglich auch eine ausladende Freitreppe nach Südosten zum Landschaftspark.

Teilansichten
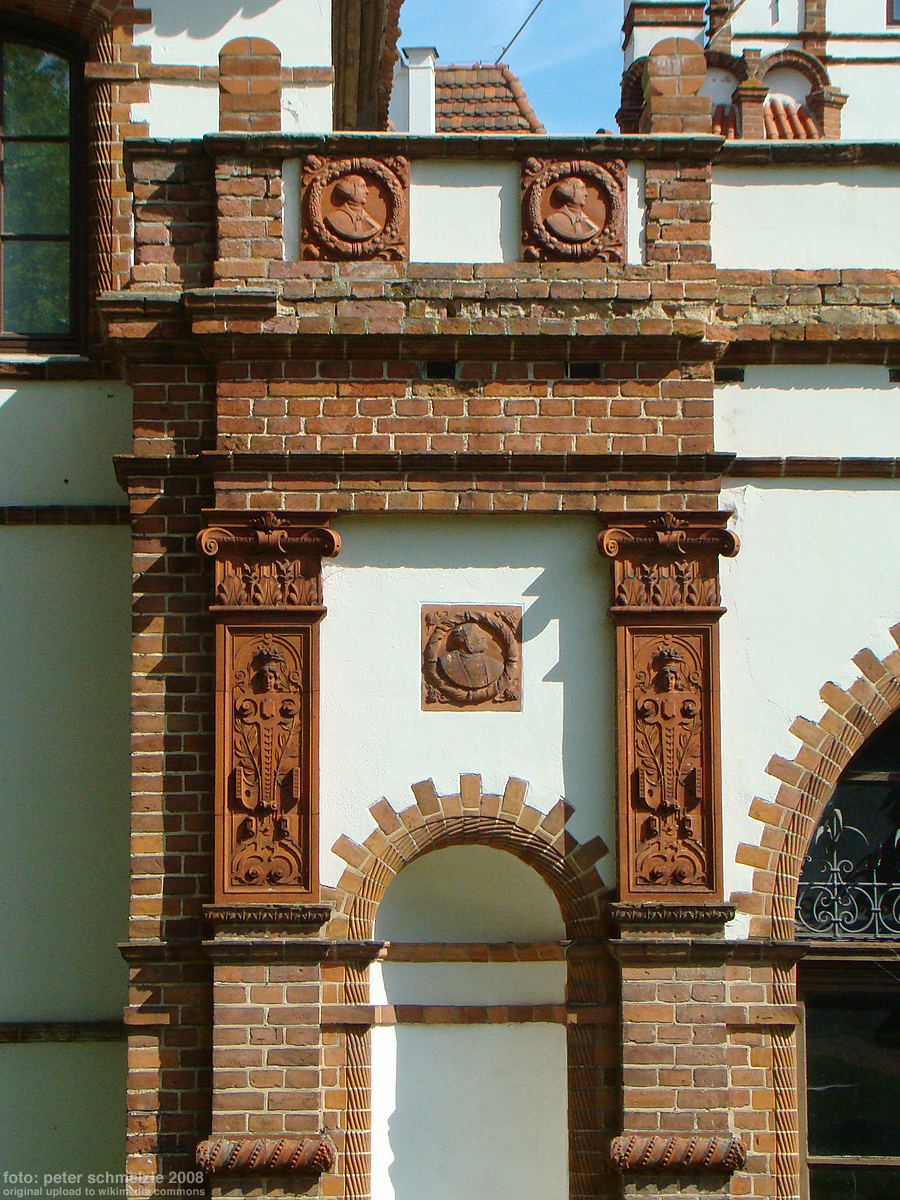
Fassadendetail
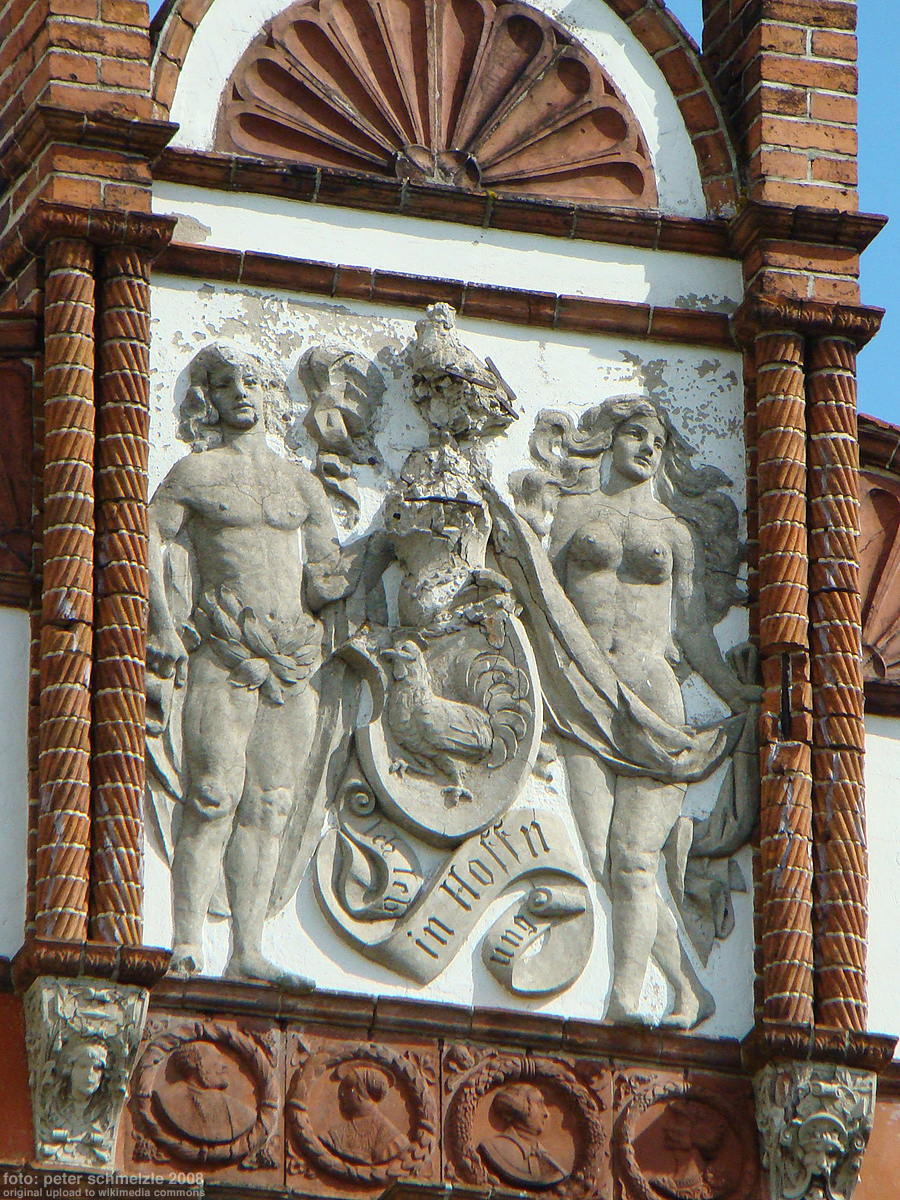
Fassadendetail
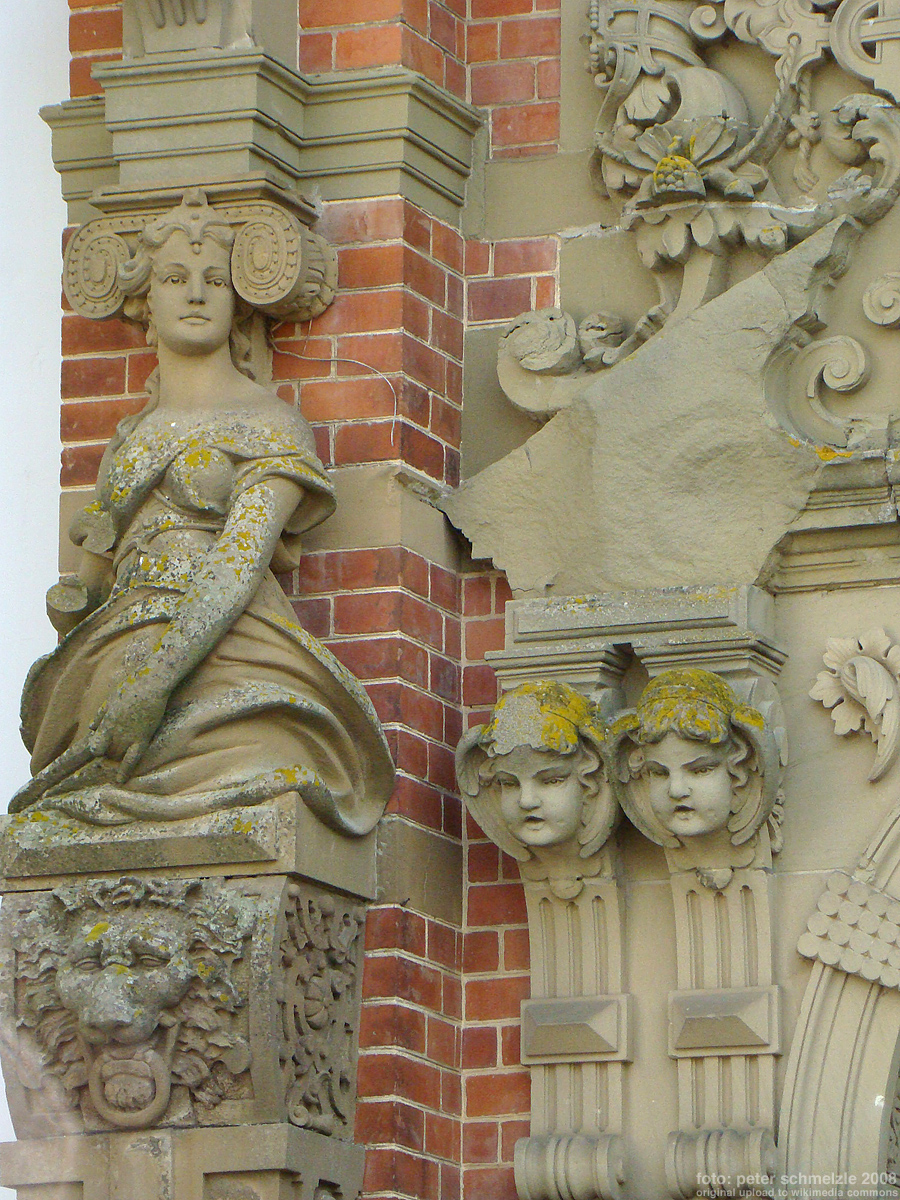
Fassadendetail, Innenhof

### Gutsbetrieb und die Grafen Hahn als Fideikommissherren
Das Herrenhaus Basedow war zu allen Zeiten Repräsentationsgebäude und Zentrum eines größeren Gutsbetriebes, mit Basedow und Flächen u. a. in Stäckersahl, Basedower Teerofen, Neu-Basedow, Neuhäuser, Seedorf und Gessin. Die Familie von Hahn stiftete 1846 frühzeitig zu Basedow einen Familienfideikommiss und gab so die Regelung der Erbfolge vor. Parallel wurde seit 1469 bis zum Ende der Monarchie (1918) in der Familie die Titulatur des Erblandmarschalls der Herrschaft Stargard vererbt, die sich mit dem Besitz des Gutes Pleetz bei Friedland verband. Fideikommissherr und Erblandmarschall waren Ferdinand Graf Hahn (* 1804; † 1859), liiert mit Ida Gräfin Hahn (* 1805; † 1880); geschieden 1829; dann mit Agnes Gräfin Schlippenbach-Schönermark (* 1812; † 1857), nachfolgend in dritter Beziehung mit Elisabeth von Le Fort (* 1834; † 1919). Aus der zweiten Ehe stammte Kuno Graf von Hahn (* 1832; † 1885), auf Basedow etc., der sich Editha Gräfin Wartensleben zur Frau nahm. Vor 1928 gehörten dem damaligen Eigentümer Walther Graf von Hahn (* 1866; † 1939), Erblandmarschall, zusammen 2935 ha. Rittmeister Walther Graf von Hahn blieb unvermählt und so wurde sein jüngerer Friedrich-Karl Graf Hahn-Basedow (* 1875; † 1951) Nacherbe. Seine Frau war Carola von Schmeling-Oggerschütz, das Ehepaar hatte die Töchter Editha und Ingeborg sowie den Sohn Friedrich Franz von Hahn-Basedow (* 5. Februar 1921 in Rostock; gefallen 11. Dezember 1941 bei Taganrog). Mit seinem Tod und dem seines Vaters 1951 in Bayern fielen die Erbansprüche an den Cousin. Dieser war Eckhard Graf Hahn auf Haus Liepen, er hinterließ mit seiner aus New York stammenden Frau Maria Kaupe aber auch keine Kinder und hatte 1934 seinen Vetter und Halbneffen Botho-Meinhardt von Burgsdorff-Hohenwalde-Markendorf (* 1907; † 1944), genannt Hahn von Burgsdorff, adoptiert. Dessen gemeinsame Kinder mit Renata Gräfin von Hochberg, Freiin von Fürstenstein, Alexandra, Eckhard und Clemens,  bzw. ihre Nachgeneration haben heutzutage auch die alte Wasserburg in Liepen wieder mit einem Gutsbetrieb ausgestattet.

### Parkanlage von Lenné

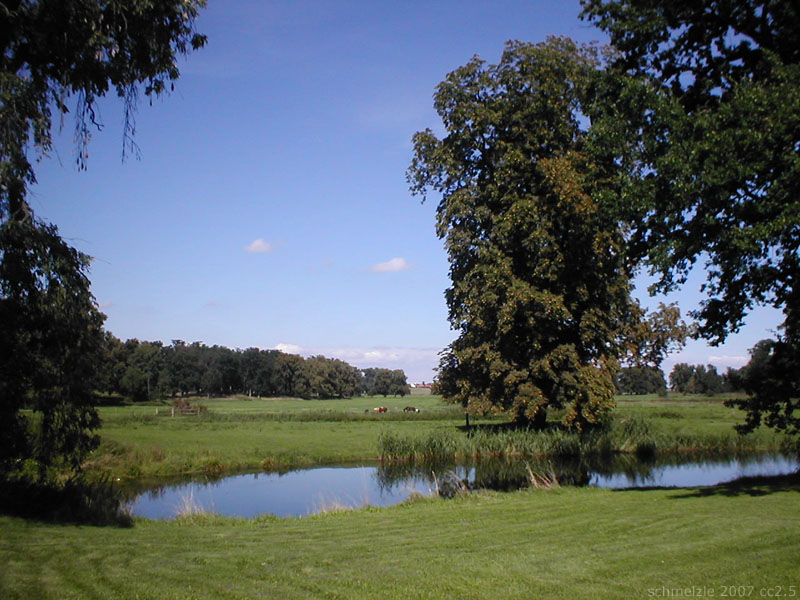
Lenné-Landschaftspark

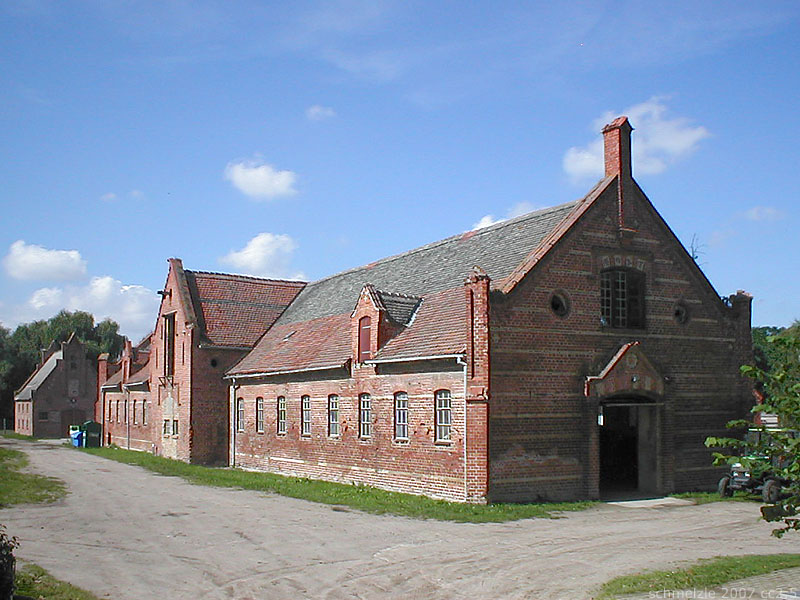
Wirtschaftsgebäude am Schloss

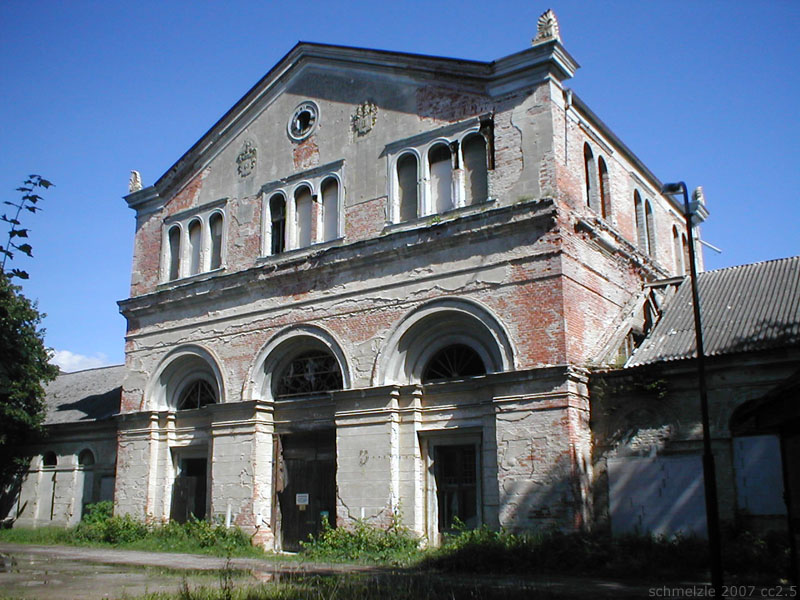
Mitteltrakt des Marstalls vor Sanierung

Der königlich-preußische Gartenkünstler Peter Joseph Lenné fertigte parallel dazu und in Kooperation mit Stüler zwischen 1835 und 1840 mehrere Umgestaltungspläne für den Park an, nach denen 1835 bis 1852 der Park Zug um Zug im Stil eines englischen Landschaftsgartens mit nahem Blumengarten (sogen. Pleasureground), Baumgruppen aus Buchen und Eichen, sowie an der Außengrenze entlanggeführtem Rundweg (belt walk) angelegt wurde. Die Wassergräben im Park gehören zumindest teilweise wohl noch zu den mittelalterlichen Befestigungsanlagen. Der Park öffnet sich entsprechend den Absichten seines Planers über Blickbeziehungen in die freie, agrarisch genutzte Landschaft des Gutes (Verbindung des Schönen mit dem Nützlichen im Sinne einer „ornamented farm“, also eines „aufgeschmückten Landgutes“). Lenné sah auch die Einbeziehung des Dorfes Basedow vor. Vorhandene Bauwerke, wie die Reste der Burganlage oder Dolmengräber (Großsteingräber) der Kugelamphoren-Kultur, wurden von ihm in die Gesamtplanung integriert.
Die Gestaltung der Landschaft von Basedow ist aufgrund ihrer alles umfassenden Planung und Geschlossenheit eines der Hauptwerke Lennés außerhalb von Potsdam. Basedow ist auch auf einem, Lenné zu seinem 50. Dienstjubiläum postum verehrten, Lorbeerkranz vermerkt.
In dem Park steht ein Gedenkstein für Friedrich Franz Graf von Hahn mit der Aufschrift: Dem Andenken unseres lieben einzigen Sohnes. Er war der letzte Spross des Hauses Hahn-Basedow.

### Nachkriegszeit
Bei einem Brand im Winter 1944/45 wurde das Torhaus, in dem sich das Hahn-Familienarchiv befand, mitsamt den Unterlagen zerstört. Beim Einmarsch der Roten Armee 1945 floh die gräfliche Familie, und das Haus wurde geplündert. Durch die Einquartierung von Flüchtlingsfamilien aus dem Osten wohnten nach 1945 zeitweise über 100 Menschen im Haus. 1946 wurde die Bodenreform durchgeführt und 1960 eine LPG gegründet.
Das Herrenhaus selbst steht bereits seit 1951 unter Denkmalschutz. Dennoch wurde in den 1970er Jahren die nach Südosten führende Freitreppe abgerissen. Das Schloss, der Park, das Dorf und die umgebende Landschaft stehen seit 1985 als Ensemble unter Denkmalschutz. Ab 1988 wurde der Park durch den Landschaftsarchitekten Stefan Pulkenat nach den Plänen Lennés gartendenkmalpflegerisch weitgehend rekonstruiert. 1996 wurde die Fassade des Hauses restauriert, das Gebäude in mehrere Wohnungen aufgeteilt und vermietet. Im September 2000 wurde das sanierungsbedürftige Haus an einen Geschäftsmann aus Westdeutschland verkauft, im Frühjahr 2004 erneut an zwei Schweizer Investoren versteigert und derzeit restauriert. Teile der Schloßräume können bei einer Führung, die auch den Außenteil beinhaltet, besichtigt werden.
Die Nachfahren der Familie von Hahn aus der genannten Nebenlinie des Geschlechts, Anette Gräfin und Eckhard Graf Hahn von Burgsdorff, gründeten den „Förderverein Geschmücktes Landgut Basedow e. V.“ zur Erhaltung des Schlosspark-Ensembles.
Inzwischen wurden in Basedow verschiedene weitere Gebäude und große Teil des Parks von der Gemeinde an private Besitzer verkauft. In einem der ehemaligen Wirtschaftsgebäude am Herrenhaus wurde ein Steakhouse-Restaurant eröffnet.
Am Tag des offenen Denkmals 2006 (Thema „Historische Gärten“) fand die Eröffnungsveranstaltung für das Land Mecklenburg-Vorpommern im Basedower Park statt.